# Beata Wróbel
Beata Dorota Wróbel, coniugata Binkowska e, successivamente, Predehl (Pabianice, 10 aprile 1971), è un'ex cestista polacca.

## Carriera
Con la Polonia ha disputato i Giochi olimpici di Sydney 2000 e due edizioni dei Campionati europei (1999, 2001).